# Gerd Lüdemann

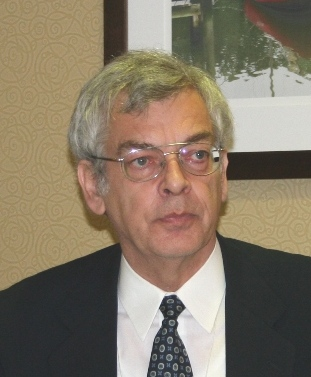
Gerd Lüdemann (2007)

Gerd Lüdemann (Visselhövede, 5 juli 1946 – Göttingen, 23 mei 2021) was een Duitse protestantse theoloog.
Van 1983 tot 1999 doceerde hij het Nieuwe Testament aan de protestantse theologische faculteit van de Georg-August-Universität Göttingen. Van 1999 tot aan zijn pensionering in 2011 doceerde hij daar met een speciale status "Geschiedenis en literatuur van het vroege christendom" en leidde hij de afdeling "Vroege Christelijke Studies" van het "Instituut voor Bijzonder Onderzoek" aan deze universiteit.

## Stellingname
Lüdemann werd vooral bekend om zijn bijdragen aan het onderzoek naar de historische authenticiteit van het bijbels personage Jezus en de mogelijke verschillen tussen en overeenkomsten met de vermoedelijke, of al dan niet bestaan hebbende, historische persoon Jezus die voor de christelijke geschriften de inspiratie zou kunnen zijn geweest en daarin een centrale rol kreeg toebedeeld in de boeken van het Nieuwe Testament en met name in de daarin opgenomen evangeliën.
Zijn publicaties leidden tot theologische controverses en zelfs een langdurige juridische strijd met gelovigen die zijn meer sceptische interpretaties verwierpen. Volgens Lüdemann maakte het juridische geschil het bestaan duidelijk van een theologisch en historisch dilemma en ook van een spanning tussen geloof en wetenschap, omdat wetenschappers hun onderzoek niet vrij kunnen uitvoeren, doordat ze gebonden zijn aan de "specificaties" van religie en het recht van de gangbare geloofsopvatting.
Lüdemanns vertrek uit de heersende theologische leer begon met zijn boek The Resurrection of Jesus, verschenen in 1994. Lüdemann probeerde de nieuwtestamentische teksten over de opstanding van Jezus historisch en ook psychologisch uit te leggen.
In maart 1998 publiceerde Lüdemann het boek The Great Fraud. Daarin ondernam hij een analyse van geselecteerde nieuwtestamentische teksten uit de canonieke evangeliën en het Evangelie van Thomas om te bepalen welke van deze afkomstig waren van de historische Jezus van Nazareth en welke later aan hem zijn toegeschreven, in feite zouden zijn toegevoegd. Op basis van zijn eigen criteria voor echte en niet-authentieke woorden van Jezus, kwam hij tot het resultaat dat als "empirisch" wordt beschreven, dat slechts een klein deel van ongeveer vijf procent van de hele Jezus-traditie teruggaat naar de historische Jezus zelf.
Lüdemann concludeerde uit dit resultaat dat het vroege christendom reeds zou zijn begonnen met het "vervalsen en overschilderen" van Jezus' woorden en daden en Jezus zo "aankleedde" of "afschilderde" dat hij overeenkwam met hun wensen en interesses en hoe hij het meest nuttig voor hen leek in de rivaliteit of "concurrentie" met andersdenkenden en aanhangers van andere religies.
Onder de aldus "vervalste" teksten telde Lüdemann nieuwtestamentische teksten over de Dood en herrijzenis van Jezus en over de verzoeningstheologie, zoals de teksten van het Laatste Avondmaal, apocalyptische teksten over het Laatste Oordeel en alle teksten die, vanuit zijn oogpunt, Jezus verkondigen als een goddelijk wezen en een openbaringsgeloof veronderstellen. Hij beoordeelde dit als een projectie.
Lüdemann plaatst zichzelf in de traditie van Hermann Samuel Reimarus. In diens geschriften, gepubliceerd door Gotthold Ephraim Lessing tussen 1774 en 1778, portretteerde hij Jezus als een politieke kandidaat voor de messias, wiens dreigende verwachting werd teleurgesteld, en beschreef hij de naar zijn mening bedrieglijke uitvinding van het geloof in de opstanding voor de eerste christenen. Verder volgt Lüdemann Ludwig Feuerbachs algemene kritiek op de religie uit de 19e eeuw, die het geloof in een God, een incarnatie van deze God en andere, voornamelijk luthers-christelijke dogma's beschrijft als psychologisch begrijpelijke maar door wensdenken vervulde projecties, die zouden moeten worden overwonnen voor de vooruitgang van het humanisme.
Lüdemann trad ook op als kerkcriticus met diverse andere boeken, waarin hij vooral het geloof in de opstanding historisch wilde weerleggen.

## Achtergrond
Zowel theologen als leken leven met een diversiteit aan voorstellingen van Jezus, die niet overenstemmen met de afschildering van Jezus in de evangeliën en met de eeuwenoude theologische interpretatie. Door de eeuwen heen zijn er meerdere ideeën ontwikkeld om dit probleem op te lossen.
Aan het begin van de Reformatie vatte Maarten Luther de evangeliën op als een relaas dat historische feiten weerspiegelde.
In de 18e eeuw beweerde Hermann Samuel Reimarus (1694-1768) dat de opstanding uit de dood door Jezus voor het verstand niet te bevatten was. Deze bewering leidde tot een van de grootste theologische discussies van de moderne tijd. Als gevolg hiervan ontvouwden zich levendige onderzoeksactiviteiten om een historisch betrouwbaar beeld van Jezus van Nazareth te reconstrueren. Ferdinand Christian Baur (1792-1860) kwam met wetenschappelijk en historisch bronnenonderzoek tot de conclusie dat het christendom zich pas in de loop van een periode van 300 jaar zou hebben ontwikkeld na de in de evangeliën beschreven gebeurtenissen. Daarentegen construeerde David Friedrich Strauss (1808-1874) Jezus als een mythische figuur.
Rudolf Bultmann (1884-1976) stelde dat de vroegchristelijke gemeenschappen en hun leiders (priesters, predikanten, bisschoppen) niet werkelijk geïnteresseerd zouden zijn geweest in de historische Jezus. De apostel Paulus baseerde zijn "theologie" zoals die werd vormgegeven in het Bijbelboek Handelingen en zijn in het Nieuwe Testament opgenomen brieven op een interpretatie van de overleveringen omtrent de verrichtingen en uitspraken die werden toegeschrevenb aan Jezus van Nazareth, die hij zelf nooit gekend had. In deze tijd waren de diverse geschriften over Jezus nog niet gebundeld. De Bijbel als zodanig bestond nog niet: die zou later worden samengesteld op een kerkelijk concilie, waarbij na uitgebreide discussie een schifting plaatsvond en er een officiële, door de kerkelijk geauthoriseerde canon werd vastgesteld: het Eerste Concilie van Nicea in het jaar 325. Reeds Paulus, die twee eeuwen eerder leefde, stelde zelfs voor de door de gelovigen gehanteerde teksten te ontdoen van volgens hem twijfelachtige inhoud, ze te "ontmythologiseren". Later vond daadwerkelijk ook een schifting plaats waarbij complete geschriften als apocrief uit deze canon zouden worden verwijderd, die echter voor sommige gelovigen desalniettemin een esoterische waarde bleven behouden.
In het Jezus-onderzoek wordt al lang geprobeerd een beeld te krijgen van de historische Jezus door te trachten een onderscheid te maken tussen echte en valse Jezus' woorden en daden. De gebruikte historisch-kritische methoden zijn voortdurend gedifferentieerd en de criteria van authenticiteit zijn veranderd. Deze zijn zelf ook het onderwerp geworden van een intensief onderzoeksdebat sinds de jaren vijftig.

## Theologische debatten
Toen Lüdemann de historische waarheid van de bijbelteksten met nauwgezette en grondig verfijnde historisch-kritische methoden onderzocht en zijn bevindingen presenteerde, leidde dat tot een hernieuwd oplaaien van oude twisten uit de kerkgeschiedenis. De meeste theologen gaven de voorkeur aan bijbelse geschiedenis boven de historisch-kritische benadering zoals Lüdemann die voorstond.
Nieuwtestamentische geleerden zoals Wolfgang Stegemann bekritiseren Lüdemanns criteria, die empirische objectiviteit claimen, maar daarbij onvoldoende de oprechtheid van het geloof van de eerste christenen zouden betrekken. Lüdemann benadrukt daarentegen  uitdrukkelijk dat een door hem gesteld achteraf "overschilderen" van de oorspronkelijke feiten geenszins te kwader trouw plaatsvond, maar meer een verfraaien betrof om daarmee vanuit het geloof van de vroege christenen een "hogere waarheid" te dienen.
In zijn bespreking over de opstanding van Jezus wees Lüdemann Carsten Peter Thiede op diverse aanwijzingen dat de evangeliën historisch onbetrouwbaar zouden zijn. Er zouden gebeurtenissen zijn beschreven quasi als een getuigeverslag, zonder dat daarbij echter anderen aanwezig waren, dus als het ware weergegeven met de verteltechniek die ook bekend is van latere romans, met een alziende en alwetende verteller. Als zo'n zwak punt noemt Lüdemann bijvoorbeeld de weergave in het Evangelie van Marcus van de eenzame persoonlijke gebedsstrijd van Jezus in Getsemane. Die vond plaats terwijl zijn discipelen sliepen. Thiede stelt daarentegen dat drie van Jezus' discipelen daar desalniettemin aanwezig waren en het betreffend relaas niet impliceert dat ze de gehele tijd sliepen. Lüdemann beschouwt de oproep van Jezus aan het kruis, "Waarom hebt Gij mij verlaten?", ook als onhistorisch, omdat volgens hem "er niemand aanwezig was die dit gebed had kunnen horen". Thiede daarentegen wijst op de tevens beschreven aanwezigheid van omstanders, zowel tegenstanders als volgelingen van Jezus, die deze woorden wel degelijk gehoord konden hebben.